# Raveniola yangren
Raveniola yangren — вид мігаломорфних павуків родини Nemesiidae. Описаний у 2022 році.

## Назва
Видова назва yangren дана на честь Янженя, сліпого божества з китайської міфології, яке мало руки з очима на долоні замість звичайних очей.

## Поширення
Вид мешкає у печерах у провінції Хунань у Китаї.

## Опис
Має бліде забарвлення та редуковані очі, що характерно для троглобіонтних видів.